# Kościerzyna
Kościerzyna este un oraș în Polonia. În 2015 avea 23752 de locuitori.

## Personalități născute aici
- Aleksander Majkowski (1876 - 1938), scriitor, medic cașubian.